# 안동 월영대
월영대(月映臺)은 경상북도 안동시 성곡동에 있는, 아름다운 경치 속에서 달빛을 감상하던 임원의 암벽에 새긴 이름이다. 1973년 8월 31일 경상북도의 유형문화재 제22호로 지정되었다.

## 개요
아름다운 경치 속에서 달빛을 감상하던 임원의 암벽에 새긴 이름으로, 달이 비치는 대(臺)라는 뜻이다. 원래는 안동 월곡면 사월리의 소나무숲에 ‘금하재’라는 정자와 함께 있었으나, 1974년에 이곳으로 옮겨왔다.
현판의 글씨는 해서체로 써있으며 운치있고 우아한 선비의 풍류를 느낄 수 있다.

## 참고 자료
- 월영대 - 국가유산청 국가유산포털